# Гендель, Ида
И́да Ге́ндель (англ. Ida Haendel; 15 декабря 1928, Хелм — 30 июня 2020) — британская скрипачка.

## Биография
Родилась в еврейской семье в Хелме, младшая из двух дочерей Натана и Фелы Гендель. Отец был художником-портретистом и скрипачом-любителем. Игре на скрипке начала учиться с трёх лет у Мечислава Михаловича в Варшаве. Уже через два года она получила премию Бронислава Губермана за исполнение Концерта Бетховена, а в 1935 году стала самой юной участницей первого Международного конкурса скрипачей имени Венявского. Совершенствовалась под руководством Карла Флеша и Джордже Энеску, в 1937 году дебютировала в Лондоне с оркестром под управлением Генри Вуда, и вскоре семья обосновалась в Великобритании.
Во время войны скрипачка участвовала в концертах для вооружённых сил, выступала в Лондонской Национальной галерее. На фестивале, посвящённом столетию со дня рождения Антонина Дворжака, Гендель исполнила скрипичный концерт композитора. После войны гастролировала за рубежом, в том числе в США (1946—1947) и СССР (1966). В 1952 году она переселилась из Англии в Канаду, в 1973 году стала первой из западных музыкантов, которой было разрешено выступить с концертами в Китае после «Культурной революции».
Гендель продолжала выступать, несмотря на почтенный возраст. Так, в 2003 году она участвовала в Международном фестивале имени Паганини во Вроцлаве.

## Творчество
Исполнение Гендель отличается техническим совершенством, чистотой интонации, классической интерпретацией произведений. Ян Сибелиус и Уильям Уолтон одобрительно отзывались о её исполнении их скрипичных концертов, ей также посвящены несколько произведений современных авторов. Дискография Гендель обширна и включает в себя почти весь классический и романтический скрипичный репертуар. В 1970 году вышла её автобиографическая книга «Женщина со скрипкой» (англ. Woman with Violin).
В 1993 году она дебютировала с Берлинским филармоническим оркестром. В 2006 году она выступала перед Папой Римским Бенедиктом XVI в бывшем нацистском концлагере Освенцим. Более поздние мероприятия включают концерт в Лондонской национальной галерее в честь военных мемориальных концертов дамы Майры Хесс и выступление на фестивале Sagra Musicale Malatestiana в 2010 году.

## Награды
В 1991 году королева Елизавета II назначила её командором Ордена Британской империи (CBE). В 2000 году она получила почетную докторскую степень в Королевском музыкальном колледже в Лондоне и в 2006 году в Университете Макгилла.